# زبان اشاره بین‌المللی
زبان اشاره بین‌المللی یک زبان اشاره پیجین است که که در زمینه‌های مختلف به ویژه در جلسات بین‌المللی مانند کنگره فدراسیون جهانی ناشنوایان (WFD)، رویدادهایی مانند المپیک ناشنوایان و آقا و خانم شایسته ناشنوا و به‌طور غیررسمی هنگام مسافرت و معاشرت مورد استفاده قرار می‌گیرد.